# Anthony Weber
Anthony Weber (Straatsburg, 11 juni 1987) is een Frans voetballer die bij voorkeur als centrale verdediger speelt. Hij verruilde in juli 2010 Paris FC voor Stade Reims.

## Clubcarrière
Weber speelde zes jaar in de jeugd bij AS Educative Cité de l'Ill en negen jaar bij RC Strasbourg. Hij debuteerde voor RC Strasbourg in de Ligue 2 tegen Stade Reims. In januari 2009 werd hij uitgeleend aan Paris, dat Weber in de daaropvolgende zomertransferperiode verwelkomende als transfervrije speler. Eén jaar later verliet hij Paris FC op zijn beurt transfervrij voor Stade Reims, waarmee hij na twee seizoenen Ligue 2 in 2012 promotie afdwong naar de Ligue 1.